# Чечевица пищевая
Чечевица пищевая, или Чечевица обыкновенная, или Чечевица культурная (лат. Lens culinaris) — травянистое растение; вид рода Чечевица (Lens) семейства Бобовые (Fabaceae).
Одна из древнейших сельскохозяйственных культур. Широко возделывается как пищевое и кормовое растение, зернобобовая культура. Изредка встречается как сорняк.
Оптические линзы получили своё название по латинскому имени чечевицы (лат. lens), чью форму они напоминают.

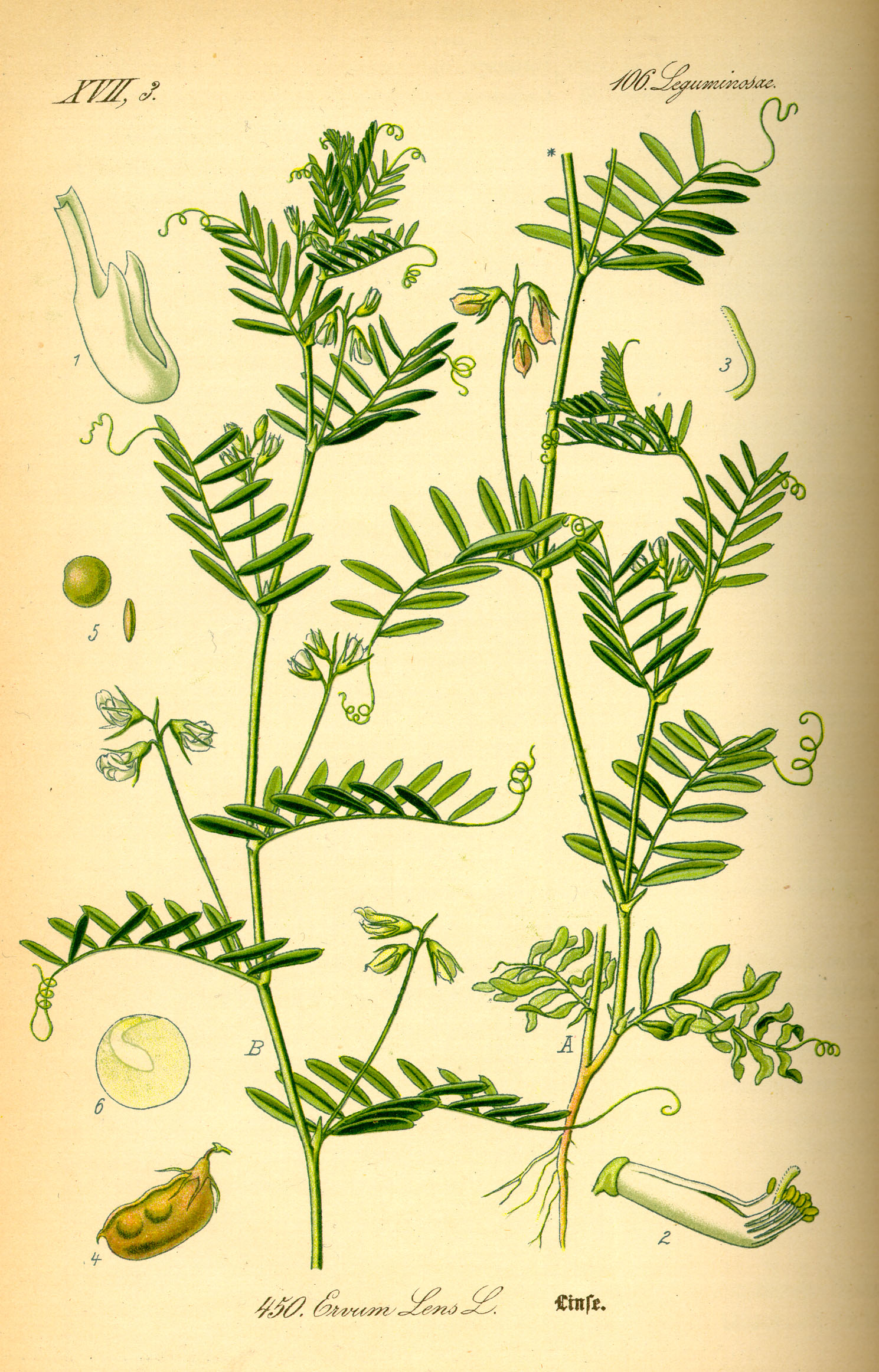
Чечевица пищевая.

## Ботаническое описание
Корень тонкий, маловетвистый.
Стебель 15—75 см высотой, опушённый, прямостоячий, гранистый, сильно ветвистый.

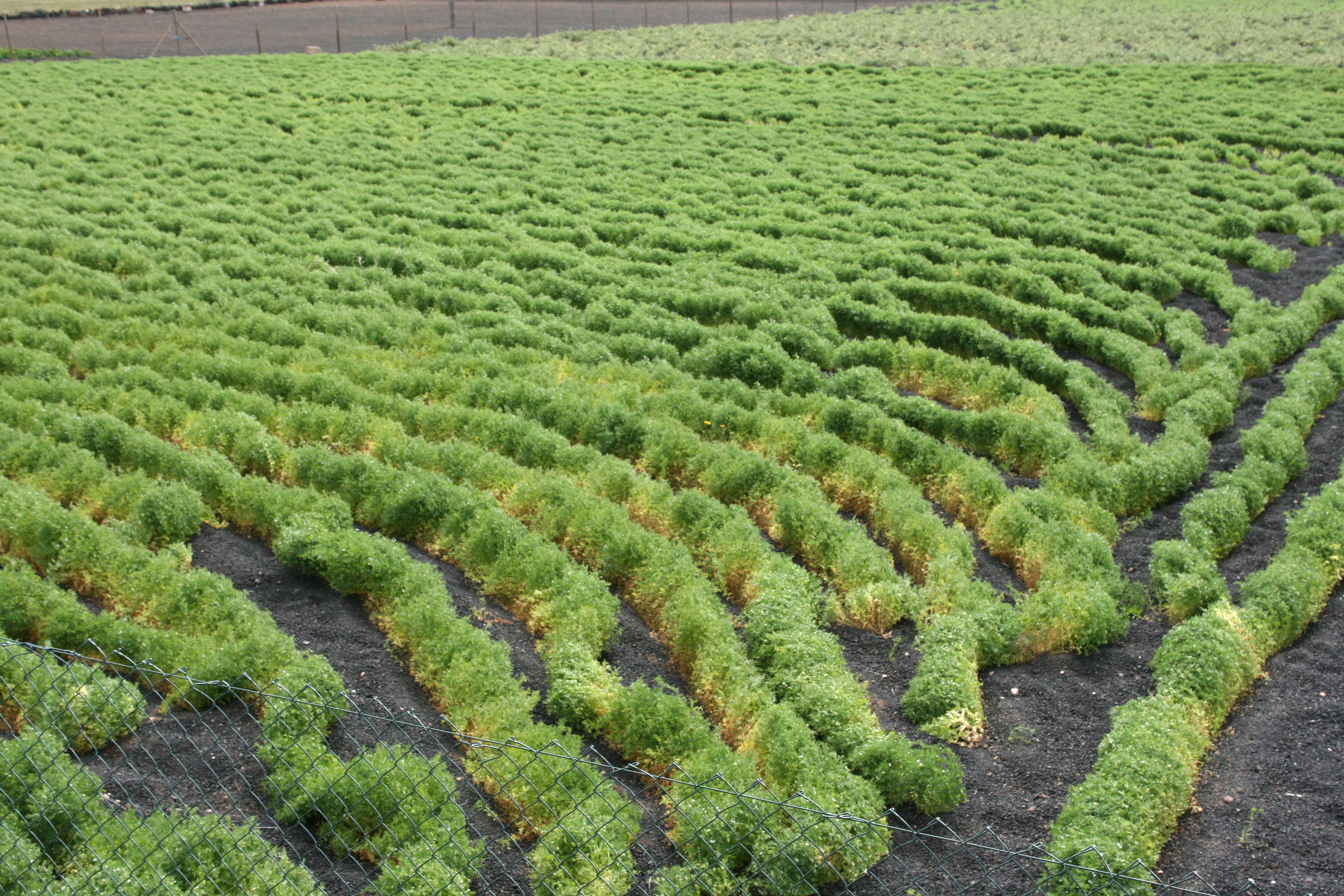
Поле чечевицы. Испания

Листья очерёдные, короткочерешковые, парноперистые, заканчиваются простым или немного ветвистым усиком. Прилистники полукопьевидные, цельнокрайные. Листочки 3—7-парные на коротких черешках, овальные, узкоэллиптические или линейные, тупые, но на конце с остриём, 1—2 см длиной и 0,3—0,8 см шириной.
Цветоносы толстоватые, заканчиваются осью. Цветки мелкие, 0,5—0,7 см длиной, собраны по 1—4 в виде кисти, поникающие, белые, розовые или фиолетовые. Чашечка коротко-колокольчатая; зубцы почти одинаковые, тонкие, нитевидно-шиловидные. Завязь почти сидячая, с 2—3 семяпочками. Цветение в июне—июле.
Бобы повислые, ромбические, длиной около 1 см, шириной около 8 мм. Семян 1—3, они сплюснутые, с почти острым краем. Окраска семян может отличаться в зависимости от сорта.

## Распространение
Родина растения — Южная Европа и Западная Азия, где её возделывают с эпохи неолита. Упоминание об этой культуре неоднократно встречается в Ветхом Завете, а остатки найдены в египетских пирамидах и на территории доисторических стоянок в Швейцарии. В настоящее время в диком виде произрастает в Юго-Восточной Европе, Малой и Средней Азии.
Древние египтяне готовили из очищенной чечевицы блюда и выпекали хлеб. На знаменитой картине из гробницы Рамзеса III в Фивах изображены пекарня фараона и повар, стоящий у двух корзин, наполненных чечевицей. Чечевичный хлеб египтяне клали в гробницы умерших. У древних греков чечевица была повседневной пищей простого народа. Тогда в Древней Греции бытовала пословица: «Умный человек всегда хорошо готовит свою чечевицу».
В России в 2019 посевы чечевицы 274 тыс. га (2,74 тыс. км²) и урожай 145 тыс. тонн.
По состоянию на первое десятилетие XXI века наибольшие площади возделывания чечевицы находятся в Индии, Канаде, Турции, Непале, Иране; в Центральной Европе её разводят мало.

## Производство чечевицы
| Канада       | 692 800   | 1 510 200 | 1 531 900 | 1 987 000 | 3 234 000 | 1 606 441 | 2 300 598 |
| Индия        | 946 200   | 953 300   | 943 800   | 1 100 000 | 1 056 000 | 1 490 000 | 1 268 830 |
| Австралия    | 36 000    | 143 000   | 379 659   | 238 120   | 181 638   | 853 642   | 999 500   |
| Турция       | 622 684   | 302 181   | 405 952   | 345 000   | 365 000   | 263 000   | 445 000   |
| Россия       | 11 746    | 7 185     | 33 446    | 20 204    | 65 224    | 176 132   | 257 896   |
| Непал        | 157 963   | 147 725   | 206 869   | 226 830   | 253 041   | 246 092   | 252 283   |
| США          | 147 145   | 265 760   | 214 640   | 156 310   | 255 061   | 150 910   | 248 980   |
| Бангладеш    | 115 370   | 60 537    | 80 442    | 157 000   | 158 228   | 185 500   | 190 743   |
| Китай        | 126 000   | 130 000   | 150 000   | 125 000   | 142 991   | 165 158   | 167 441   |
| Казахстан    | 25 331    | 0 244     | 7 000     | 7 818     | 139 724   | 55 507    | 145 942   |
| Эфиопия      | 57 603    | 90 473    | 80 952    | 137 354   | 166 274   | 122 766   | 134 783   |
| Иран         | 100 784   | 83 985    | 98 516    | 84 948    | 73 708    | 79 750    | 76 738    |
| Сирия        | 180 720   | 102 461   | 112 470   | 70 907    | 112 193   | 93 638    | 26 614    |
| Всего в мире | 3 340 087 | 3 905 684 | 4 411 104 | 4 827 122 | 6 315 858 |           |           |

Индия потребляет около 2,4 млн тонн чечевицы ежегодно, при том что собственное производство менее 1,6 млн тонн. Канада была крупнейшим поставщиком чечевицы в Индию в 2022/23 МГ – 485,5 тыс. тонн на общую сумму $370 млн ($762 за тонну). В 2023 г. Индия заметно увеличила объём импорта чечевицы, с начала т.г. страна уже импортировала 1,09 млн тонн.

### Производство в России
В 2023 году экспорт чечевицы из России вырос в 2,4 раза до 297 тыс. тонн и составил 215 млн долл ($590/т краснозёрная чечевица, более $900/т зеленая чечевица). Основные импортеры — Турция, Индия и Иран.
Но России нужно улучшить качество бобовых, создавать крупноплодные сорта нута и чечевицы. К примеру, Россия импортирует крупноплодный нут (8-9 мм) из Турции по 150 тыс. руб./т против 50 тыс. руб./т за российский мелкий нут.
В Российский Государственный реестр селекционных достижений, допущенных к использованию в 2024 году, включено 35 сортов чечевицы. Для возделывания по регионам рекомендованы крупносемянные сорта зелёной чечевицы Даная, Бриллиант, Екатериновская.
Посевные площади чечевицы в России в 2023 году 354,1 тыс. га (+134,9 тыс. га к 2022). Валовой сбор составил 345,0 тыс. тонн, при урожайности 9,9 ц/га. ТОП-5 регионов России по валовым сборам чечевицы:
1. Алтайский край — 28,7 %.
2. Саратовская область 28,1 %.
3. Омская область 8,2 %.
4. Оренбургская область 7,9 %.
5. Рязанская область 4,4 %.

В 2024 году валовый сбор чечевицы составил 568 тыс. тонн, ТОП-5 регионов не изменились.
Посевные площади под чечевицей и нутом выросли до 1,57 млн га, на 610 тысяч га больше, чем рекордный показатель 2023 года. При этом зернобобовые нельзя возвращать на поле севооборота ранее, чем через 5 лет из-за опасности поражения вредителями и болезнями.

## Практическое использование
Для многих азиатских народов чечевица является одним из важнейших источников белка, способным заменить по питательным свойствам хлеб, крупу и даже мясо.
Технология выращивания чечевицы такая же, как и гороха. Однако это растение более теплолюбиво, страдает от заморозков; при этом оно легче переносит засуху.
С давних времён чечевица ценилась как лекарственное растение. Ещё древнеримские врачи использовали чечевицу для лечения желудочных заболеваний и нервных расстройств, считая, что постоянное употребление её в пищу делает человека спокойным и терпеливым. В старинных русских травниках настой из чечевицы рекомендовали пить при заболевании оспой. Жидкий отвар хорошо помогает справиться с запорами, а густой выступает как вяжущее средство при желудочно-кишечных заболеваниях. Отвар чечевицы также рекомендуют принимать при почечнокаменной болезни, заболеваниях печени.

#### Пищевая ценность

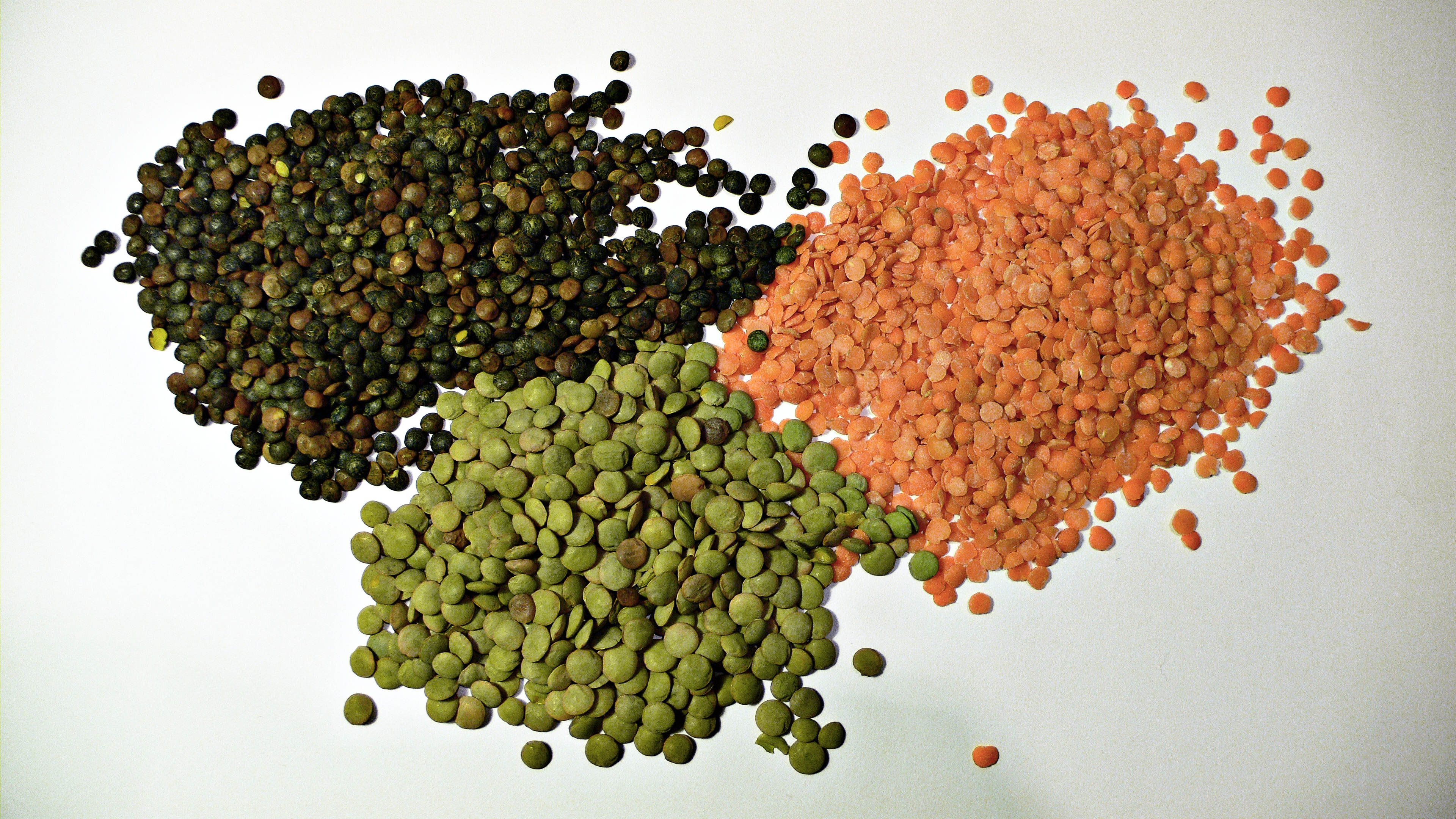
Чечевица французская, красная и зелёная

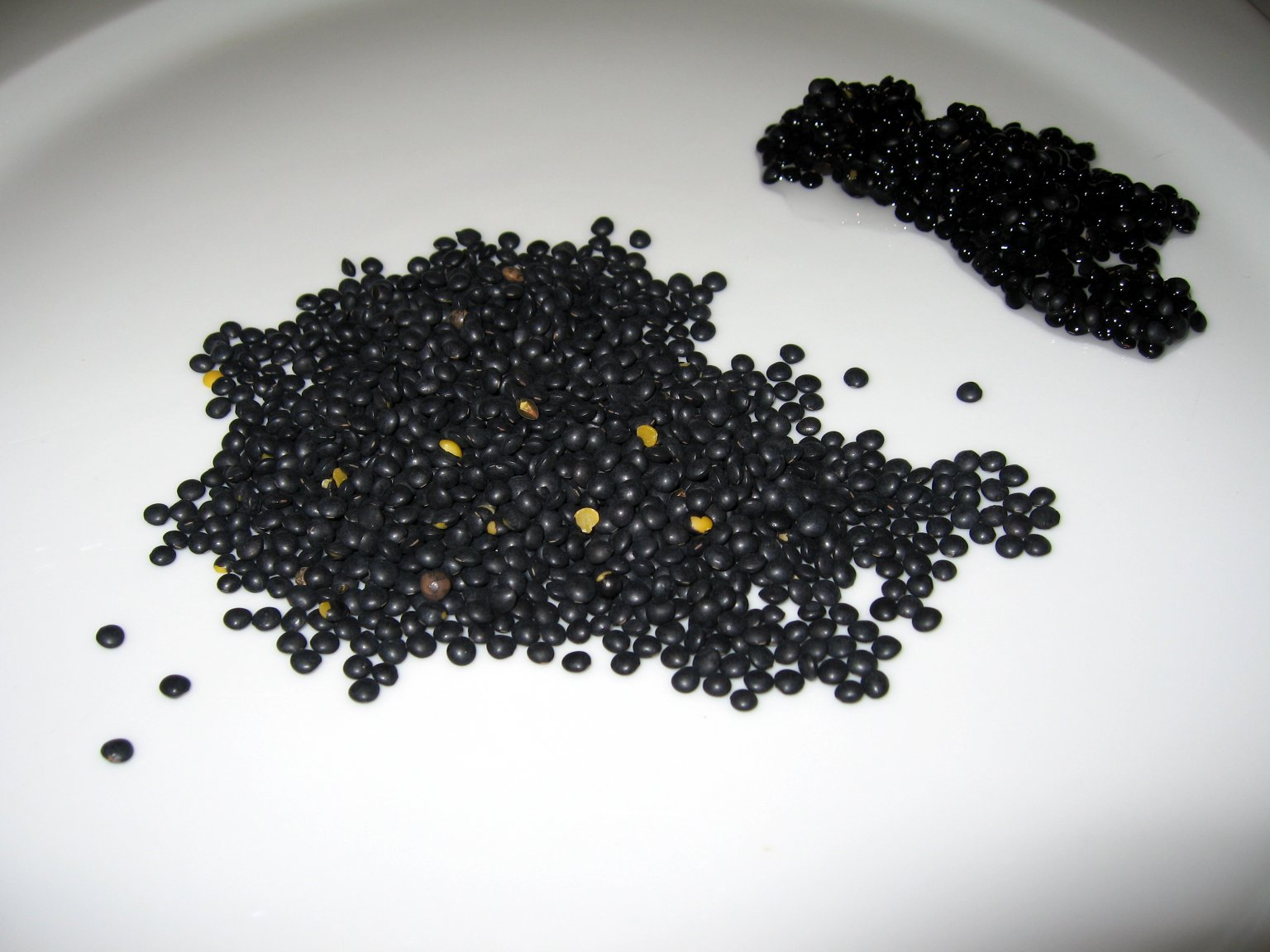
Чечевица сорта «Белуга» названа так из-за сходства семян с чёрной икрой

Пищевые свойства чечевицы Lens esculenta на 100 г продукта:
|                    | Чечевица зелёная и коричневая, цельная, высушенная, сырая | Чечевица зелёная и коричневая, цельная, высушенная, отваренная в подсоленной воде | Чечевица красная, лущёная, высушенная, сырая | Чечевица красная, лущёная, высушенная, отваренная в несолёной воде |
| ------------------ | --------------------------------------------------------- | --------------------------------------------------------------------------------- | -------------------------------------------- | ------------------------------------------------------------------ |
| Калорийность, ккал | 297                                                       | 105                                                                               | 318                                          | 100                                                                |
| Влагосодержание, г | 10,8                                                      | 66,7                                                                              | 11,1                                         | 72,1                                                               |
| Белки, г           | 24,3                                                      | 8,8                                                                               | 23,8                                         | 7,6                                                                |
| Жиры, г            | 1,9                                                       | 0,7                                                                               | 1,3                                          | 0,4                                                                |
| Углеводы, г        | 48,8                                                      | 16,9                                                                              | 56,3                                         | 17,5                                                               |
| Клетчатка, г       | 8,9                                                       | 3,8                                                                               | 4,9                                          | 1,9                                                                |
| Калий, мг          | 940                                                       | 310                                                                               | 710                                          | 220                                                                |
| Кальций, мг        | 71                                                        | 22                                                                                | 51                                           | 16                                                                 |
| Фосфор, мг         | 350                                                       | 130                                                                               | 320                                          | 100                                                                |
| Железо, мг         | 11,1                                                      | 3,5                                                                               | 7,6                                          | 2,4                                                                |
| β-каротин, мкг     | н/д                                                       | н/д                                                                               | 60                                           | 20                                                                 |
| Витамин B1, мг     | 0,41                                                      | 0,14                                                                              | 0,50                                         | 0,11                                                               |
| Витамин B2, мг     | 0,27                                                      | 0,08                                                                              | 0,20                                         | 0,04                                                               |
| Ниацин, мг         | 2,2                                                       | 0,6                                                                               | 2,0                                          | 0,4                                                                |
| Витамин B6, мг     | 0,93                                                      | 0,28                                                                              | 0,60                                         | 0,11                                                               |
| Витамин B12, мкг   | 0,0                                                       | 0,0                                                                               | 0,0                                          | 0,0                                                                |
| Витамин C, мг      | следы                                                     | следы                                                                             | следы                                        | следы                                                              |
| Триптофан, мг      | 198                                                       | 72                                                                                | 192                                          | 60                                                                 |

## Классификация

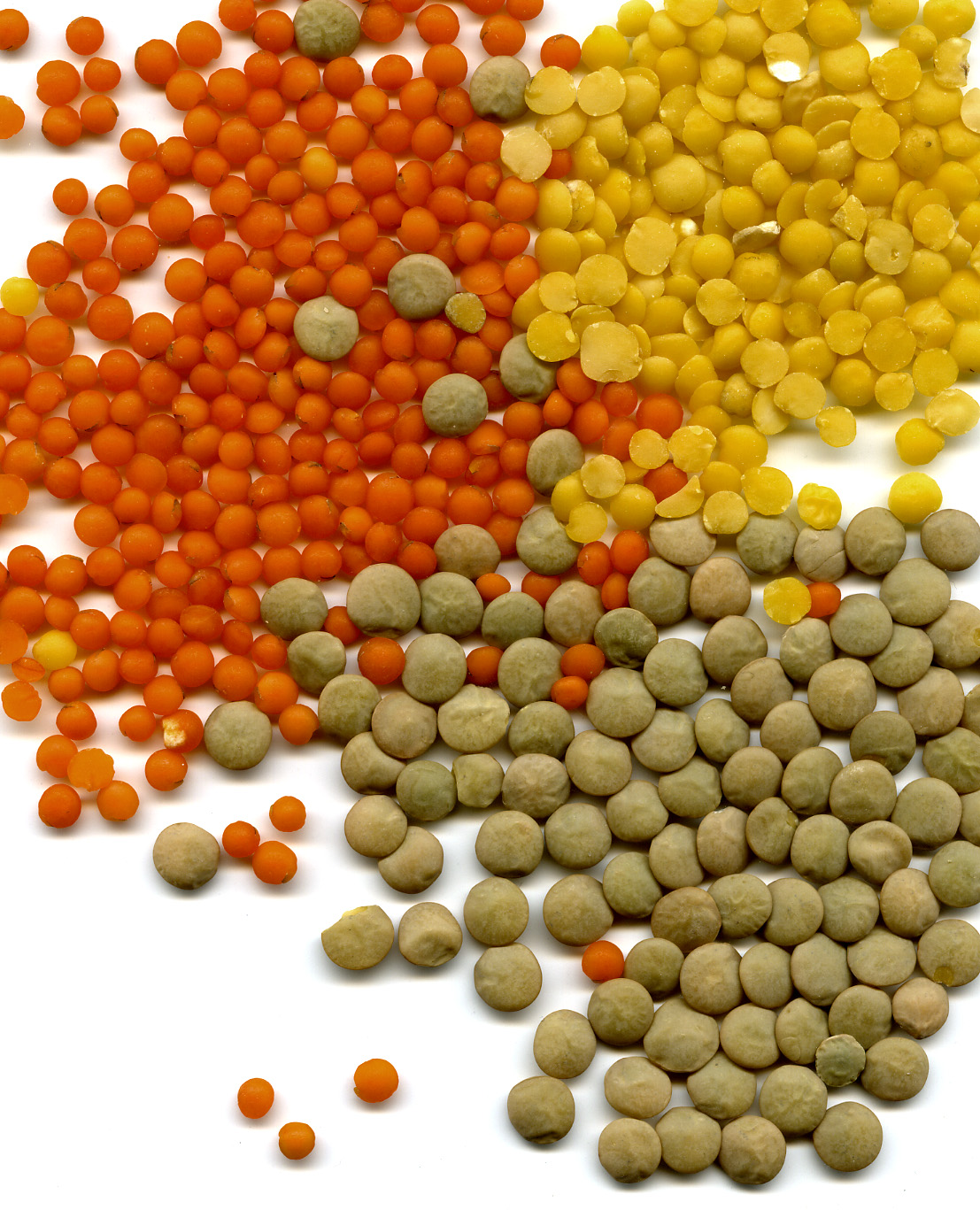
Три основных типа чечевицы

В рамках вида выделяют четыре подвида:
- Lens culinaris subsp. culinaris
  - [syn.  Cicer lens (L.) Willd.]
  - [syn.  Ervum lens L.]
  - [syn.  Lens esculenta Moench]
  - [syn.  Lentilla lens (L.) W.Wight ex D.Fairchild]
- Lens culinaris subsp. odemensis (Ladiz.) M.E.Ferguson et al.
  - [syn.  Lens odemensis Ladiz.]
- Lens culinaris subsp. orientalis (Boiss.) Ponert
  - [syn.  Ervum orientale Boiss.]
  - [syn.  Lens orientalis (Boiss.) Hand.-Mazz.]
- Lens culinaris subsp. tomentosus (Ladiz.) M.E.Ferguson et al.
  - [syn.  Lens tomentosus Ladiz.]